# Inverse laplacetransformatie
De inverse laplacetransformatie is een wiskundige transformatie die van de laplacegetransformeerde van een functie de oorspronkelijke functie bepaalt. De inverse transformatie wordt gebruikt om wiskundige en technische, tijdsafhankelijke problemen op te lossen.
Veel vraagstukken waarin differentiaal- en integraalvergelijkingen voorkomen, kunnen opgelost worden door ze eerst via de laplacetransformatie om te zetten in wiskundig eenvoudiger vergelijkingen die in veel gevallen opgelost kunnen worden via bekende algebraïsche methoden. De oplossing(en) van deze vergelijkingen worden dan naar de oorspronkelijke tijdsfunctie omgezet via een inverse laplacetransformatie.

## Definitie
Zij  {\displaystyle f(t)} een gegeven tijdsfunctie dan wordt per definitie de beeldfunctie, {\displaystyle F(s)}, via laplacetransformatie bepaald door:
{\displaystyle F(s)={\mathcal {L}}\{f(t)\}(s)=\int _{0}^{\infty }e^{-st}\cdot f(t)\,{\rm {d}}t}
De oorspronkelijke tijdsfunctie kan bepaald worden door de inverse laplacetransformatie toe te passen op deze beeldfunctie:
{\displaystyle {\mathcal {L}}^{-1}\{F(s)\}={\frac {1}{2\pi i}}\int \limits _{\gamma -i\infty }^{\gamma +i\infty }e^{st}F(s)\,\mathrm {d} s={\begin{cases}f(t)&{\text{voor }}t\geq 0\\0&{\text{voor }}t<0\end{cases}}\quad {\text{met }}\gamma >s_{0}},
mits in het oneindige {\displaystyle |F(s)|} naar 0 gaat ten minste zo snel als {\displaystyle |s^{-2}|}. {\displaystyle s_{0}} is het grootste reële deel van de singulariteiten van {\displaystyle F}, zodat de contour van integratie binnen het convergentiegebied van {\displaystyle F} ligt

Om de oorspronkelijke tijdsfunctie te bepalen aan de hand van bovenstaande definitie is het dus nodig om een complexe integraal te berekenen.
Om die reden wordt in veel gevallen beroep gedaan op eenvoudiger methoden.

## Bepalen van de inverse laplacetransformatie

### Gebruik van tabellen
Eenvoudige beeldfuncties {\displaystyle F(s)} kunnen door het gebruik van conversietabellen onmiddellijk omgezet worden in de gezochte tijdsfunctie {\displaystyle f(t)}. Deze tabellen zijn beschikbaar in wiskundige, natuurkundige of engineering-vademecums. Ook via het internet worden veel tabellen aangeboden. Een aantal functies kan gevonden worden via de voorbeelden in de pagina laplacetransformatie.

### Omzetting door gebruik te maken van de eigenschappen van de laplacetransformatie
Indien de beeldfunctie niet rechtstreeks gevonden wordt in een tabel, kan door toepassing van de eigenschappen van de laplacetransformatie de tijdsfunctie op een indirecte manier samengesteld worden.
Voorbeeld
Gezocht wordt de inverse van
{\displaystyle F(s)={\frac {1}{(s-b)^{2}+a^{2}}}}
Deze beeldfunctie is verschoven:
{\displaystyle F(s)=F_{0}(s-b)}
met
{\displaystyle F_{0}(s)={\frac {1}{s^{2}+a^{2}}}},
dus
{\displaystyle f(t)={\mathcal {L}}^{-1}\left\{{\frac {1}{(s-b)^{2}+a^{2}}}\right\}(t)={\mathcal {L}}^{-1}\{F_{0}(s-b)\}(t)=e^{bt}\cdot f_{0}(t)}
Daarin is
{\displaystyle f_{0}(t)={\mathcal {L}}^{-1}\{F_{0}(s)\}(t)}
Het probleem is nu herleid tot de het vinden van de inverse van de eenvoudiger functie {\displaystyle F_{0}(s)}:
{\displaystyle f_{0}(t)={\mathcal {L}}^{-1}\{F_{0}(s)\}(t)={\mathcal {L}}^{-1}\left\{{\frac {1}{s^{2}+a^{2}}}\right\}(t)={\frac {\sin(at)}{a}}}
en bijgevolg is:
{\displaystyle f(t)={\mathcal {L}}^{-1}\left\{{\frac {1}{(s-b)^{2}+a^{2}}}\right\}(t)=e^{bt}\cdot f_{0}(t)=e^{bt}\cdot {\frac {\sin(at)}{a}}}

### Partieelbreuken
Elke rationale functie van de vorm {\displaystyle T(s)/N(s)}, waarbij {\displaystyle T(s)} en {\displaystyle N(s)} veeltermfuncties zijn en waarbij de graad van {\displaystyle T(s)} kleiner is dan de graad van N(s), kan geschreven worden als een som van rationale functies, bijvoorbeeld met behulp van breuksplitsing. Deze rationale functies zijn van de vorm:
{\displaystyle {\frac {A}{(a\cdot s+b)^{r}}}\quad ,\quad {\frac {A_{n}\cdot s+B_{n}}{(a_{n}\cdot s^{2}+b_{n}\cdot s+c_{n})^{r}}}\qquad {\text{met }}r=1,2,3,\ldots }
Elke deelterm van deze bekomen functie kan via tabellen of andere methoden eenvoudig omgezet worden. De partieelbreuken-methode maakt gebruik van de lineariteitseigenschap van de laplacetransformatie.

### Formule van Heaviside
Van een gegeven rationale functie {\displaystyle T(s)/N(s)} bepalen we eerst de nulpunten van {\displaystyle N(s)}:
{\displaystyle \alpha _{k}\qquad {\text{met }}k=1,2,3,\ldots ,n}
Met de formule van Heaviside kunnen we {\displaystyle f(t)} berekenen uit:
{\displaystyle f(t)={\mathcal {L}}^{-1}\left\{F(s)\right\}={\mathcal {L}}^{-1}\left\{{\frac {T(s)}{N(s)}}\right\}=\sum _{k=1}^{n}{\frac {T(\alpha _{k})}{N'(\alpha _{k})}}\cdot e^{\alpha _{k}.t}}
Hierbij is:
{\displaystyle T(\alpha _{k})=T(s)|s=\alpha _{k}\qquad {\text{ en }}\qquad N'(\alpha _{k})={\frac {d}{ds}}N(s)|s=\alpha _{k}}

### Gebruik van reeksen
Als de gegeven beeldfunctie via reeksontwikkeling omgezet kan worden in een Taylorreeks, dan kan men de inverse laplacetransformatie bepalen door van elke term afzonderlijk de inverse laplacefunctie te bepalen (lineariteitseigenschap):
{\displaystyle F(s)=\sum _{n=0}^{\infty }{\frac {a_{n}}{s^{n+1}}}={\frac {a_{0}}{s}}+{\frac {a_{1}}{s^{2}}}+{\frac {a_{2}}{s^{3}}}+\cdots }
{\displaystyle f(t)={\mathcal {L}}^{-1}\left\{F(s)\right\}=\sum _{n=0}^{\infty }{\frac {a_{n}.t^{n}}{n!}}=a_{0}+a_{1}.t+{\frac {a_{2}.t^{2}}{2!}}+{\frac {a_{3}.t^{3}}{3!}}+\cdots }

### Gebruik van deconvolutiestelling
Als
{\displaystyle {\mathcal {L}}^{-1}\left\{F(s)\right\}=f(t)\qquad en\qquad {\mathcal {L}}^{-1}\left\{G(s)\right\}=g(t)}
Dan is 
{\displaystyle {\mathcal {L}}^{-1}\left\{F(s).G(s)\right\}=f(t)*g(t)=\int _{0}^{t}f(u).g(t-u)\,du}

### Combinatie van bovenstaande methodes
In de meeste gevallen kunnen we door een combinatie van bovenstaande methodes snel tot een oplossing komen.
voorbeeld:
{\displaystyle {\mathcal {L}}^{-1}\left\{{\frac {s^{2}+2s+3}{(s^{2}+2s+2)\cdot (s^{2}+2s+5)}}\right\}={\mathcal {L}}^{-1}\left\{{\frac {\tfrac {1}{3}}{s^{2}+2s+2}}+{\frac {\tfrac {2}{3}}{s^{2}+2s+5}}\right\}}
{\displaystyle ={\tfrac {1}{3}}{\mathcal {L}}^{-1}\left\{{\frac {1}{(s+1)^{2}+1}}\right\}+{\tfrac {2}{3}}{\mathcal {L}}^{-1}\left\{{\frac {1}{(s+1)^{2}+4}}\right\}}
{\displaystyle ={\tfrac {1}{3}}e^{-t}\sin(t)+{\tfrac {2}{3}}\cdot {\tfrac {1}{2}}e^{-t}\sin(2t)}
{\displaystyle ={\tfrac {1}{3}}e^{-t}(\sin(t)+\sin(2t))}